# ソング・フォー・アメリカ (アルバム)
『ソング・フォー・アメリカ』（Song for America）は、アメリカ合衆国のロックバンド、カンサスが1975年に発表したセカンド・アルバムと、その収録曲である。

## 解説
5作目『永遠の序曲』から始まる黄金期の作品に比べてブギーからの影響が強く見られる。英国プログレッシブ・ロック志向のケリー・リヴグレンの楽曲と、ハード・ロック志向のスティーヴ・ウォルシュの楽曲の違いは大きい。
かつて日本においては「鉄の爪」という通称が用いられており、比較的高い評価がなされている。

## 収録曲
1. ダウン・ザ・ロード　Down the Road （Walsh&Livgren）
2. ソング・フォー・アメリカ　Song for America （Livgren）
3. ランプライト・シンフォニー　Lamplight Syimphony （Livgren）
4. ロンリー・ストリート　Lonery Street （Walsh,Hope,Williams&Ehart）
5. 邪悪なゲーム　The Devil Game （Walsh&Hope）
6. 宇宙への祈り　Incomudro-Hymn to the Atman （Livgren）

## メンバー
- フィル・イハート　Phil Ehart – ドラムス、グロッケンシュピール、モーグ・ドラム、ゴング
- デイヴ・ホープ　Dave Hope – ベース
- ケリー・リヴグレン　Kerry Livgren – ギター、ピアノ、モーグ・シンセサイザー、アープ・ストリングス
- ロビー・スタインハート　Robby Steinhardt – ボーカル、バイオリン
- スティーヴ・ウォルシュ　Steve Walsh – ボーカル、ピアノ、オルガン、モーグ・シンセサイザー、アープ・シンセサイザー
- リチャード・ウィリアムス　Richard Williams – ギター、アコースティック・ギター